# Sam Mostyn
Pour les articles homonymes, voir Mostyn.
Samantha Joy Mostyn, dite Sam Mostyn (nom prononcé en anglais : ˈmɒstən), née le 13 septembre 1965 à Canberra, est une femme d'affaires et femme d'État australienne. Elle est gouverneure générale d'Australie depuis le 1er juillet 2024.

## Biographie

### Jeunesse et études
Sam Mostyn est née le 13 septembre 1965 à Canberra,. Son père, un colonel de l'armée, était diplômé du Collège militaire royal de Duntroon et servit pendant près de quatre décennies. Bien que la plupart de ses premières années aient été passées à Canberra, être la fille d'un militaire signifiait beaucoup se déplacer, comprenant deux années à Adélaïde avec sa grand-mère lorsque son père était au Viêt Nam,. Elle a également vécu à Melbourne, aux États-Unis et au Canada.
Elle a pratiqué beaucoup de sports lors de son enfance et aimait regarder en particulier le football australien, même si elle n'avait pas l'occasion de jouer elle-même.
Elle est titulaire d'un BA et d'un LLB de l'université nationale australienne (respectivement 1986 et 1989),. Elle entreprend des recherches pour le magistrat en chef local Ron Cahill, qui était un partisan « enragé » du Collingwood Football Club, lorsqu'elle était étudiante.

### Famille
Elle est mariée à l'avocat Simeon Beckett et a une fille.

### Carrière
Elle occupe de nombreux postes non exécutifs au sein d'entreprises et des secteurs public et privé. Elle travaille en tant que défenseure des questions liées au changement climatique, à l'égalité des sexes, à la réconciliation avec les autochtones et à la durabilité environnementale. Son travail comprend des rôles dans la stratégie d'entreprise, les ressources humaines, le changement de culture, la gestion des risques et l'engagement communautaire.
En 2022, elle est nommée par le gouvernement du nouveau Premier ministre Anthony Albanese  à la présidence de son groupe de travail sur l'égalité économique des femmes. En 2023, ce groupe de travail recommande que le congé parental payé soit prolongé à un an.

### Gouverneure générale d'Australie
Le 3 avril 2024, le Premier ministre Anthony Albanese annonce la nomination de Sam Mostyn au poste de gouverneur général par le roi Charles III, sur sa recommandation. Elle est la deuxième femme à occuper cette fonction, après Quentin Bryce,.
Cette annonce est généralement bien reçue, y compris par ses collègues, le chef de l'opposition libérale Peter Dutton, plusieurs organisations de défense des droits des femmes,, et l'association des vétérans australiens du Viêt Nam. La nomination est cependant critiquée par des personnalités politiques et médiatiques de droite pour ses positions concernant certains sujets politiques, notamment son opposition au Jour de l'Australie et son soutien au camp du « Oui » au référendum constitutionnel australien de 2023,.
Elle prend ses fonctions le 1er juillet 2024, succédant à David Hurley,.